# Angela Nanetti
Angela Nanetti (Budrio, 8 novembre 1942) è una scrittrice italiana, autrice, soprattutto, di romanzi per ragazzi.

## Biografia
Angela Nanetti nasce a Budrio (BO) nel 1942. A Bologna frequenta le scuole e l'università, laureandosi in Storia medievale.
Insegna per diversi anni nelle scuole medie e superiori di Pescara.
Negli anni ottanta inizia il suo rapporto con il mondo dell'editoria, con l'Istituto dell'Enciclopedia Italiana e con l'editrice Mursia, su progetti di testi di tipo didattico, tra cui l'antologia per la scuola media Messaggi in bottiglia.
Contemporaneamente, esordisce come scrittrice per ragazzi con Le memorie di Adalberto, edito per E.Elle, un breve romanzo che affronta in maniera ironica e leggera i problemi della crescita nel periodo della pubertà.
A questo primo romanzo ne seguono molti altri, tutti editi da Einaudi, nei quali rimane centrale il tema delle relazioni personali e sociali, esplorate tenendo fermo lo sguardo sui bambini e sulle bambine.
Nel 1995 lascia la scuola per dedicarsi esclusivamente all'attività di scrittrice.
Il suo libro di maggior successo, Mio nonno era un ciliegio, è edito in quindici paesi.
Socia onoraria dell'Unione Nazionale Scrittori e Artisti Italiani, Angela Nanetti vince il Premio Andersen-Baia delle favole nel 1985, nel 2000 e nel 2003 quale Migliore Autore dell'anno.
Nel 1998 vince il Premio Cento per Mio nonno era un ciliegio.
Nel 2008 l'autrice cambia editore, passando dall'Einaudi alla Giunti.
Nel 2010 vince il Premio Cento per La compagnia della pioggia.

## Opere
- Le memorie di Adalberto, con Federico Maggioni, EL, 1984
- Cambio di stagione, EL, 1988
- Guardare l'ombra, EL, 1990
- Adamo e Abelia, EL, 1991 (Einaudi 2004)
- Federico e il trombone, EL, 1992
- Veronica, ovvero i gatti sono talmente imprevedibili, Emme Edizioni, 1993 (Einaudi 2004)
- La banda dei chiodi, Einaudi Ragazzi, 1994
- La torta pasticcia della gatta Malestra, Einaudi Ragazzi, 1996
- Mistero sull'isola, Einaudi Ragazzi, 1996
- Mio nonno era un ciliegio, Einaudi Ragazzi, 1998
- Angeli, Einaudi Ragazzi, 1999
- Nerone e Budino, con Tullio Altan, Emme Edizioni, 1999
- I randagi, EL, 1999
- Felipe e la luna dispettosa, EL, 2000
- Aiuto, un topo in trappola!, Emme Edizioni, 2001
- Cristina Belgioioso una principessa italiana, EL, 2002
- L'uomo che coltivava le comete, EL, 2002 (Einaudi 2003)
- P come prima (media). G come Giorgina (Pozzi), Einaudi, 2004
- Gli occhi del mare, Einaudi, 2004
- Era calendimaggio, con R.Innocenti, Einaudi, 2004
- Cara Rachel... Caro Denis, EL, 2004
- Azzurrina, Einaudi, 2004
- Gorgius, EL, 2006
- Il segreto di Cagliostro, Giunti, 2007
- Mistral, Giunti, 2007
- La compagnia della pioggia, Giunti, 2008
- Il figlio prediletto, Neri Pozza, 2018
- Il canto delle rane, Neri Pozza, 2023, (raccolta di 12 racconti), ISBN 9788854519862